# Cladonia ochrochlora
Cladonia ochrochlora Flörke (1828), è una specie di lichene appartenente alla famiglia Cladoniaceae,  dell'ordine Lecanorales.
Il nome proprio è composto dal greco ὡχρός ochròs, che significa pallido, giallastro, e χλωρός chloròs, cioè verde-giallognolo, verdeggiante, verde ad indicarne il colore.

## Descrizione
In questa specie sono caratteristici i podezi di colore dal verdognolo al verde-giallastro, alti fino a 7 centimetri; spesso alcuni di loro mostrano coppe di piccole dimensioni con apoteci di colore bruno. I podezi nella parte superiore sono coperti da soredi di consistenza farinosa, inferiormante sono ricoperti da cortex.
Il fotobionte è principalmente un'alga verde delle Trentepohlia.

## Distribuzione e habitat
Questa specie ha gli stessi adattamenti di C. coniocraea, della quale alcuni autori ritengono sia un sinonimo. Si può definire caratteristica della regione olartica, ed è stata rinvenuta in una grande quantità di substrati, da suoli a legni marcescenti, da prati aperti a luoghi ombreggiati. Predilige un pH del substrato con valori intermedi fra molto acido e subneutro fino a subneutro puro. Il bisogno di umidità spazia da igrofitico a mesofitico.
La specie è pressoché cosmopolita, ed è stata rinvenuta nelle seguenti località:
- USA (Connecticut, Indiana, Michigan, New Jersey, Nuovo Messico, New York, Ohio, Pennsylvania, Carolina del Sud, Vermont, Virginia Occidentale, Hawaii, Colorado, Maine);
- Germania (Brandeburgo, Assia, Baviera, Meclemburgo, Renania-Palatinato);
- Canada (Columbia Britannica, Nuovo Brunswick);
- Australia (Nuovo Galles del Sud);
- Spagna (Cantabria, Castiglia e León, Madrid);
- Austria (Alta Austria, Stiria);
- Brasile (Rio Grande do Sul);
- Cina (Heilongjiang, Hubei, Shaanxi, Xinjiang, Xizang, Tibet);
- Argentina, Bolivia, Cile, Colombia, Corea del Nord, Corea del Sud, Costa Rica, Danimarca, Estonia, Finlandia, Giappone, Gran Bretagna, Groenlandia, Irlanda, Islanda, Isole Azzorre, Kenya, Lituania, Lussemburgo, Madera, Malaysia, Mongolia, Norvegia, Nuova Caledonia, Nuova Zelanda, Oceania, Papua Nuova Guinea, Polonia, Repubblica Ceca, Romania, Saint-Pierre e Miquelon, Serbia, Svezia, Tagikistan, Taiwan, Tanzania, Tristan da Cunha, Ungheria, Uruguay, Venezuela.

In Italia è fra le specie di Cladonia più diffuse:
- Trentino-Alto Adige, da comune nelle valli a non presente sulle montagne
- Valle d'Aosta, da comune nelle valli a non presente sulle montagne
- Piemonte, non presente sui monti dell'arco alpino, comune nel resto della regione
- Lombardia, non presente nelle zone alpine e di confine col Trentino; comune nella fascia centrale, molto rara nelle zone padane
- Veneto, da comune ad abbastanza raro nelle zone di confine col Trentino, molto rara nelle zone padane
- Friuli, da abbastanza rara nelle zone alpine a comune nella fascia mediana pedemontana; molto rara nella fascia meridionale
- Emilia-Romagna, comune nelle zone appenniniche, molto rara in quelle padane
- Liguria, da abbastanza comune a comune in tutta la regione
- Toscana, da abbastanza comune nelle zone costiere a comune nell'entroterra
- Umbria, comune in tutta la regione
- Marche, comune in tutta la regione
- Lazio, da abbastanza comune nelle zone costiere a comune nell'entroterra
- Abruzzi, da comune nelle zone costiere ad abbastanza rara nell'entroterra
- Molise, non vi sono notizie di rinvenimenti
- Campania, da abbastanza comune nel casertano e nel napoletano a comune in quasi tutte le zone delle altre province
- Puglia, comune nel barese, parte del foggiano e Gargano molto rara in quasi tutte le alt zone
- Basilicata, molto rara nel Metaponto, raranelle zone al confine con la Campania, comune nel resto della regione
- Calabria, da rara sul versante ionico a comune su quello tirrenico
- Sicilia, rara nelle zone costiere meridionali e occidentali; abbastanza rara nel messinese, comune nel resto della regione
- Sardegna, da comune sul versante occidentale a rara su quello orientale.[3]

## Tassonomia
Questa specie, che secondo alcuni autori sarebbe sinonimo di C. coniocraea, è attribuita alla sezione Cladonia; a tutto il 2008 sono state identificate le seguenti forme, sottospecie e varietà:
- Cladonia ochrochlora f. ceratodes Harm. (1895), (= Cladonia ochrochlora).
- Cladonia ochrochlora f. divisa Rabenh. (1860).
- Cladonia ochrochlora f. ochrochlora Flörke (1828).
- Cladonia ochrochlora var. ceratodes Harm.
- Cladonia ochrochlora var. ochrochlora Flörke (1828).
- Cladonia ochrochlora var. phyllostrata F. Wilson (1887).
- Cladonia ochrochlora var. spadicea Müll. Arg. (1882), (= Cladonia ochrochlora).